# Larbi Othmani
Larbi Othmani, né le 21 juin 1948 à Meknès au Maroc et mort le 30 mars 2019 à Marrakech, est un footballeur français.

## Biographie

### Révélation à Blois
Né à Meknès au Maroc, Larbi Othmani débute en France à l’AAJ Blois. L’avant-centre inscrit notamment vingt-trois buts lors de la saison 1967-1968 de troisième division sous les ordres de Joseph Donnard.
Le football permet à Othmani de se payer ses études de médecine à Tours. « J’ai eu beaucoup de chance, je n’ai jamais été blessé. Une blessure et c’était fini le football pour moi, je n’avais plus d’argent pour payer mes études et c’était le retour au pays ». En 1969, Larbi est sacré champion de France universitaire en 1969 avec l'université de Tours.
À l'été 1970, après avoir remporté la poule Ouest de Division nationale 1969-1970 et la montée en Division 2 avec l'AAJ, Larbi rejoint Grenoble aussi en D2. Il y marque deux buts en treize matchs.
Pour l'exercice 1971-1972, Othmani revient à Blois qui dispute sa seconde saison en D2. En vingt rencontres, il marque à huit reprises.
Grâce à son passage à la faculté de médecine de Tours, Yvon Jublot, entraîneur du FC Tours, le repère pour intégrer le FCT : « Je l’avais sollicité comme d’autres étudiants très prometteurs ». Chose qu'il fait en 1972.

### Division 2 avec le Tours FC (1972-1978)
Pour la saison 1972-1973, Othmani et son entraîneur Yvon Jublot sont champion de Division d'honneur de la Ligue du Centre et montent en Division 3.
Dans le groupe Centre-Ouest de D3 1973-1974, l'équipe tourangelle termine seconde derrière l'équipe réserve du FC Nantes et obtient donc la place promouvant en Division 2.
L'attaquant inscrit le premier but de l’histoire du FC Tours en Division 2 un soir d’août 1974, devant 2 646 personnes à la 49e minute d’un match contre l’Olympique avignonnais. Durant la saison, il affronte son ancien club de l'AAJ Blois.
Lors de la saison 1976-1977, Othmani occupe l'attaque du FC Tours aux côtés de Thierry Princet. Il réalise la meilleure saison de sa carrière avec douze buts en trente-quatre matchs de Division 2. Il prend donc part à chaque journée de championnat.
Pour le championnat 1977-1978, Pierre-Antoine Dossevi est titularisé à sa place. Othmani quitte Tours en janvier 1978 et revient à l'AAJ Blois.
Avec le FC Tours, l’attaquant inscrit trente et un buts de 1972 à 1978.

### Fin de carrière et vie civile
Larbi Othmani exerce ensuite comme médecin généraliste à Amboise pendant une trentaine d’années, à partir de 1982. Othmani devient aussi le médecin de l’équipe nationale du Maroc.
Larbi Othmani meurt à l’âge de 72 ans le 30 mars 2019 à Marrakech. Un décès « soudain » selon sa famille.

## Style
« Avec son grand gabarit, il occupait bien les défenses adverses, se souvient Yvon Jublot, son coach au FC Tours. C’était un meneur et un élément important de la montée en D2. Vraiment charmant, courageux et droit, il avait aussi beaucoup de caractère ! ».
« Sa puissance physique nécessitait une constante surveillance » se souvient le gardien blésois Jean-Claude Peigné.

## Statistiques
| Saison                | Club                  | Championnat           | Championnat | Championnat | Coupe(s) nationale(s) | Coupe(s) nationale(s) | Total | Total |
| Saison                | Club                  | Division              | M.          | B.          | M.                    | B.                    | M.    | B.    |
| 1967-1968             | AAJ Blois             | CFA                   | -           | 23          | -                     | -                     | 0     | 23    |
| 1968-1969             | AAJ Blois             | CFA                   | -           | -           | -                     | -                     | 0     | 0     |
| 1969-1970             | AAJ Blois             | CFA                   | -           | -           | -                     | -                     | 0     | 0     |
| 1970-1971             | Grenoble              | D2                    | 13          | 2           | 2                     | 1                     | 15    | 3     |
| 1971-1972             | AAJ Blois             | D2                    | 20          | 8           | 1                     | -                     | 21    | 8     |
| Sous-total            | Sous-total            | Sous-total            |             |             |                       |                       | 0     | 0     |
| 1972-1973             | FC Tours              | DH Centre             | -           | -           | -                     | -                     | 0     | 0     |
| 1973-1974             | FC Tours              | D3                    | -           | -           | 3                     | -                     | 3     | 0     |
| 1974-1975             | FC Tours              | D2                    | 28          | 9           | 1                     | -                     | 29    | 9     |
| 1975-1976             | FC Tours              | D2                    | 32          | 8           | -                     | -                     | 32    | 8     |
| 1976-1977             | FC Tours              | D2                    | 34          | 12          | 2                     | -                     | 36    | 12    |
| 1977-1978             | FC Tours              | D2                    | 8           | 2           | -                     | -                     | 8     | 2     |
| Sous-total            | Sous-total            | Sous-total            | 102         | 31          | 6                     | 0                     | 108   | 31    |
| 1978                  | AAJ Blois             | D3                    |             |             |                       |                       | 0     | 0     |
| Total sur la carrière | Total sur la carrière | Total sur la carrière | 135         | 41          | 9                     | 1                     | 144   | 42    |

## Palmarès
- Championnat de France universitaire (1)
  - Champion : 1969 avec l’université de Tours

- Championnat de France amateur
  - Champion du groupe Ouest : 1970 avec l'AAJ Blois

- Division d'honneur Centre (1)
  - Champion : 1973 avec le FC Tours